# Киргизовский
Кирги́зовский (чув. Кӑркӑс) — посёлок в Шенталинском районе Самарской области. Входит в состав сельского поселения Четырла.

## География
Посёлок находится на расстоянии 15 км (по прямой) к северо-востоку от станции Шентала, административного центра района.

## История
Посёлок основан в 1923 году.

## Население
| 2010 |
| ---- |
| 30   |

### Национальный состав
Согласно результатам переписи 2002 года, в национальной структуре населения чуваши составляли 92 % из 51 чел.